# India Bay
Die India Bay ist eine Bucht an der Prinzessin-Astrid-Küste des ostantarktischen Königin-Maud-Lands. Sie liegt in der Nähe der inzwischen aufgegebenen indischen Dakshin-Gangotri-Station und diente als Anlandungspunkt für indische Antarktisexpeditionen.
Indische Polarforscher benannten sie nach ihrem Heimatland Indien.